# Kempnyia mirim
Kempnyia mirim är en bäcksländeart som beskrevs av Froehlich 1984. Kempnyia mirim ingår i släktet Kempnyia och familjen jättebäcksländor. Inga underarter finns listade i Catalogue of Life.